# Højerup Kirke (dokumentarfilm)
Højerup Kirke er en dansk dokumentarisk optagelse fra 1928.

## Handling
Det store skred i Stevns klint fredag d. 16. marts 1928 har forårsaget store skader på Højerup kirke. Klip fra klinten og strandkanten. Prins Knud og prinsesse Caroline Mathilde beser skaderne. Kirken er åben ud mod havet, da koret er styrtet ned. Kronprins Frederik ankommer for at se skaderne. Folk går langs stranden under klinten.